# Athyriopsis polyrhizon
Athyriopsis polyrhizon là một loài dương xỉ trong họ Athyriaceae. Loài này được W.M.Chu & Z.R.Wang mô tả khoa học đầu tiên năm 1982.
Danh pháp khoa học của loài này chưa được làm sáng tỏ. 